# Samuel Morera i Ribas
Samuel Morera i Ribas (Monistrol de Montserrat, 10 de agosto de 1889 - Ciudad de México, 20 de febrero de 1969) fue un político español que fue alcalde de Tarassa y que tuvo que exiliarse a México después de la guerra civil española.

## Biografía
La niñez y la primera juventud de Samuel Morera transcurre entre los estudios y el trabajo y rodeado de un ambiente hostil. Era la época en que el padre Joaquim Cañís abanderaba la cruzada local contra los protestantes, especialmente contra el pastor Nicolau Busquets. De esta cruzada Cañís sacó la "conversión" de Julià Fuchs i Liègme, el ingeniero que tenía a su cuidado la explotación del tren cremallera de Montserrat, y que muchos protestantes optaran para marchar.
Samuel Morera fue uno de estos, y más tarde también su familia establecida en Tarrasa en 1915. Morera se había trasladado en 1910 a Argentina por no tener que hacer las quintas, dado que mantenía doble objeción de conciencia: la religiosa y la política puesto que se consideraba republicano. Instalado en Buenos Aires, se casó con Benigna Blanco en 1913. El año 1915, Morera, exento del servicio militar al sacar un número alto en el sorteo, volvió a Cataluña y fue a vivir en Tarrasa donde vivían sus padres.
Empieza su actividad política dentro la ideología republicana y catalanista. En 1924 es escogido presidente de la Fraternidad Catalana, Casal del Pueblo. Es encarcelado y en la Modelo conoce Lluís Companys. Participa en la fundación de ERC (Esquerra Republicana de Catalunya) los días 18 y 19 de marzo de 1931. En las elecciones municipales de 12 de abril sale escogido regidor ya en las filas de ERC. Después de ser primer teniente de alcalde y alcalde accidental, es escogido alcalde de Tarrasa el 1 de septiembre de 1932. Morera revalida el cargo de alcalde de Tarrasa en las elecciones del 14 de enero de 1934.
El 6 de octubre de 1934, secundando al presidente Lluís Companys, Morera proclama el Estado Catalán desde el Ayuntamiento de Tarrasa e iza la bandera estelada en la fachada del consistorio. Samuel Morera es detenido y no es liberado hasta el 9 de abril de 1935. En el Consejo de Guerra siguiente es condenado a doce años de prisión y fue confinado en la Modelo.
A raíz de las elecciones del 16 de febrero de 1936 y del triunfo del Frente Popular, Samuel Morera es liberado y vuelve a Tarrasa en loor de multitudes. Se hace cargo de la dirección del Ayuntamiento. A raíz de la sublevación fascista del 18 de julio, Morera se tiene que enfrentar a las milicias de la CNT e interviene a favor de tarrasenses a los cuales los extremistas querían quitar la vida. Morera tiene que dejar la alcaldía amenazado por la CNT-FAI. Después de los Hechos de Mayo con los enfrentamientos entre POUM y PSUC y la pérdida de fuerza de la CNT, Morera vuelve a presidir la corporación municipal, ahora ya hasta 1938. El 14 de agosto de 1937, el hijo mayor de Samuel Morera, Samuel Morera Blanco, muere en el frente de Aragón. Las presiones de los sectores sindicalistas UGT y CNT no paran y consiguen controlar el Ayuntamiento. Morera dimite y es designado por el presidente Lluís Companys delegado interventor de las compañías de Gas y Electricidad y después interventor de Radio Barcelona y de Ràdio Associació de Catalunya.
El 25 de enero de 1939, Samuel Morera inicia el largo camino del exilio. Su mujer Isabel Blanco Chan y su hija Isabel Morera i Blanco se reúnen con él en Olot y los tres pasan, a pie, la frontera francesa por Prats de Molló. Morera es internado en el campo de concentración de Argelers y su mujer e hija en Clermont-Ferrand. A mediados de febrero la familia se vuelve a reencontrar y se instalan en Montpellier donde reside una numerosa colonia catalana. El 14 de abril de 1942 la familia Morera-Blanco embarca en el puerto de Marsella en el transatlántico Casablanca rumbo a México.
Morera ingresa como socio del Orfeó Català de México y en el exilio desarrolla varias actividades de responsabilidad dentro de su partido. Samuel Morera y Ribas muere en Ciudad de México el 20 de febrero de 1969 rodeado de su familia: la esposa, la hija, el yerno Jaume Bonastre i Brugal y las cuatro nietas.